# Sycorax longispinosa
Sycorax longispinosa är en tvåvingeart som beskrevs av Freddy Bravo 2007. Sycorax longispinosa ingår i släktet Sycorax och familjen fjärilsmyggor. Inga underarter finns listade i Catalogue of Life.